# Paarse korstzwam
De paarse korstzwam (Chondrostereum purpureum), purperkorstzwam of loodglansschimmel is een paddenstoel uit de familie Cyphellaceae. De soort lijkt op een elfenbankje, maar is paars en aan de rand wit gekleurd. De randen zijn golvend en wit donzig behaard. De onderzijde is glad, donkerbruin of bruin-violet tot bruin. De paddenstoel wordt carpophores genoemd en wordt in de herfst gevormd bij een hoge relatieve luchtvochtigheid met veel regen, mist of dauw en een temperatuur van 10 °C. Hieruit ontstaan de basidiosporen, die bij infectie via wonden loodglans veroorzaken. Zo genoemd omdat de bladeren een loodachtige kleur krijgen als de schimmel de boom heeft aangetast.

## Habitat
De purperkorstzwam wordt gevonden als saprofyt op dood hout van allerlei loofbomen en als parasiet op levende bomen en struiken uit de rozenfamilie. Hij veroorzaakt bij vruchtbomen loodglansziekte, onder andere bij de pruim en kers. De purperkorstzwam komt het gehele jaar voor en is een algemene verschijning.

## Eigenschappen
Het vruchtlichaam heeft een doorsnede van 2-4 cm, is dun en leerachtig. De korsten hebben een opstaande rand. De bovenkant is voorzien van groeven, is viltig en licht grijsachtig geelbruin. De onderkant is lila tot purperkleurig. Later wordt de onderkant meer bruinachtig. Bij een korst zit het hymenium aan de bovenzijde en is aan de violette kleur te herkennen.

## Toepassingen
De paarse korstzwam wordt gebruikt voor de bestrijding van de Amerikaanse vogelkers. Op de afgezaagde stobben worden de sporen van de schimmel gesmeerd en zodra de schimmel de wortels bereikt heeft gaat de boom dood.